# Шедокское сельское поселение
Шедокское сельское поселение — муниципальное образование в составе Мостовского района Краснодарского края России.
В рамках административно-территориального устройства Краснодарского края ему соответствует Шедокский сельский округ.
Административный центр — село Шедок.

## Население
| 2010  | 2012  | 2013  | 2014  | 2015  | 2016  | 2017  |
| ----- | ----- | ----- | ----- | ----- | ----- | ----- |
| 3048  | ↗3054 | ↗3060 | ↘3031 | ↗3046 | ↘2991 | ↘2988 |
| 2018  | 2019  | 2020  | 2021  | 2023  |       |       |
| ↘2967 | ↘2946 | ↘2941 | ↘2934 | ↘2897 |       |       |

## Населённые пункты
В состав сельского поселения (сельского округа) входят 2 населённых пункта:
| № | Населённый пункт | Тип населённого пункта | Население (чел.) |
| - | ---------------- | ---------------------- | ---------------- |
| 1 | Шедок            | село                   | ↘2883            |
| 2 | Заречное         | село                   | ↘165             |

Постановлением Заксобрания Краснодарского края от 24.04.2002 года № 1474-П посёлки Куйбышева и Известковый и село Шедок объединены в село с наименованием «Шедок».